# Elasmus flavinotus
Elasmus flavinotus är en stekelart som beskrevs av Girault 1915. Elasmus flavinotus ingår i släktet Elasmus och familjen finglanssteklar. Inga underarter finns listade i Catalogue of Life.